# Abhijeet Gupta
Abhijeet Gupta (* 16. Oktober 1989 in Bhilwara) ist ein indischer Schachmeister.
2002 gewann er mit 13 Jahren die nationale U19-Meisterschaft. Er ist seit 2005 Internationaler Meister, die erforderlichen Normen erfüllte er im Oktober 2003 beim Parsvnath Intl Open in Delhi, im Januar 2004 bei der Commonwealth-Meisterschaft in Mumbai und im April 2005 beim Dubai Open. 2008 wurde Abhijeet Gupta zum Großmeister ernannt. Der Titel wurde bereits 2007 beantragt, nachdem Gupta beim Andorra Open im Juli 2006, beim Parsvnath Open im Januar 2007 und bei einem Open in Lleida im Juli 2007 Normen erfüllte, allerdings überschritt er erst im April 2008 die erforderliche Mindest-Elo von 2500. 2008 wurde er in Gaziantep Juniorenweltmeister vor seinem Landsmann Parimarjan Negi und Arik Braun. Im selben Jahr gewann er ein Open in Neu-Delhi. Beim Schach-Weltpokal 2011 in Chanty-Mansijsk setzte er sich in der ersten Runde gegen Rauf Məmmədov durch, in der zweiten gegen Samuel Shankland, scheiterte jedoch in der dritten Runde an Bu Xiangzhi.
Abhijeet Gupta nahm mit der indischen Nationalmannschaft an der Schacholympiade 2012 teil, wo er am vierten Brett das zweitbeste Einzelergebnis erreichte. Außerdem belegte er bei den asiatischen Mannschaftsmeisterschaften 2008 und 2012 jeweils den zweiten Platz in der Mannschaftswertung, während er in der Einzelwertung 2008 zweitbester Reservespieler und 2012 bester Spieler am vierten Brett war.
In der Saison 2016/17 spielt Abhijeet Gupta für die SF Deizisau in der 2. Bundesliga.